# Aimé Jacquet
Aimé Jacquet (* 27. November 1941 in Sail-sous-Couzan, Département Loire) ist ein ehemaliger französischer Fußballspieler, -trainer und -funktionär. 1998 gewann er als Trainer Frankreichs den Weltmeistertitel. 2000 als technischer Direktor der französischen Fußballnationalmannschaft den Europameistertitel. 2006 beendete er seine Karriere.

## Spielerkarriere
Jacquet begann seine Spielerkarriere bei der US Sail-sous-Couzan; während seines Militärdienstes spielte er bei der AS PTT Nizza. Seinen ersten Profivertrag unterschrieb er 1961 bei der AS Saint-Étienne, für die er erstmals im Dezember 1960 ein Erstligaspiel bestritten hatte. Bei den Verts spielte er über zwölf Jahre und wurde fünf Mal französischer Meister (1964 und 1967 bis 1970) sowie dreimal (1962, 1968 und 1970) Pokalsieger. Er hat auch in allen drei Europapokalwettbewerben für die ASSE gespielt. 1973 wechselte er zu Olympique Lyon.
Im September und Oktober 1968 wurde Jacquet auch zweimal in die französische Nationalelf berufen.
In seiner 1998 erschienenen Autobiographie bewertet er seine durchaus erfolgreiche Spielerkarriere mit den Worten: „Ich war ein ganz guter Mittelfeldspieler, mehr nicht.“

## Trainerkarriere

### Vereinstrainer
Im Februar 1976 wurde Jacquet Trainer von Olympique Lyon. Zur Saison 1980/81 ging er zu Girondins Bordeaux. Dort wurde er dreimal französischer Meister (1984, 1985, 1987) und zweimal Pokalsieger (1986 und 1987). Nach diesem sehr erfolgreichen Jahrzehnt wechselte er im Jahre 1990 zum HSC Montpellier und 1991 zur AS Nancy, bevor er in die Dienste des französischen Verbandes FFF trat. 1981 und 1984 wurde er zum Trainer des Jahres gewählt.
Von 1976 bis 1991 stand er in 560 Erstligabegegnungen und 42 Europapokalspielen als Trainer an der Seitenlinie, 167 mit Lyon, 330 mit Bordeaux, 38 mit Nancy und 25 mit Montpellier.

### Verbandstrainer
Ab 1992 arbeitete Jacquet als Co-Trainer der A-Nationalmannschaft unter Gérard Houllier. Am 16. Februar 1994 wurde er selbst Nationaltrainer. Sein größter Erfolg in dieser Funktion war der Gewinn der Fußball-Weltmeisterschaft 1998. Er weist die beste Statistik aller französischen Nationaltrainer auf, denn in den 53 Spielen unter seiner Leitung gewann die französische Elf 34 Mal, spielte 16 Mal Unentschieden und verlor lediglich drei Spiele – und das bei einem Torverhältnis von 93:27. Dennoch durchschritt Aimé Jacquet in dieser Rolle auch die Tiefen des Trainerberufes. Anfangs wurde seine Arbeit sehr kritisiert, erst nach der Fußball-Europameisterschaft 1996 in England, als seine Mannschaft im Halbfinale erst im Elfmeterschießen gegen die Tschechische Fußballnationalmannschaft ausschied, konnte er seine Kritiker überzeugen.
Bei der WM im eigenen Land konnte die Mannschaft von Frankreich über weite Strecken überzeugen und gewann völlig verdient den WM-Titel. Unter Aimé Jacquet hatte 1994 der damals 22-jährige Zinédine Zidane von Girondins Bordeaux sein Debüt in der Nationalelf; dabei gelang es dem Novizen, das 0:2 gegen Tschechien noch zu drehen. Zidane bildete mit Youri Djorkaeff eine außerordentlich kreative Mittelfeldachse und wurde in der Ära Jacquet auch im blauen Nationaltrikot zum unumstrittenen und gefeierten Spielmacher. Der Trainer bezeichnete dies im Rückblick bescheiden als „großen Glücksfall, eine solche Spielergeneration vorzufinden“. 1998 wurde er zum dritten Mal zum Trainer des Jahres gewählt.
Nach dem Gewinn des Weltmeistertitels wechselte Jacquet auf den Posten des Technischen Direktors der Nationalmannschaft; auf der Trainerbank folgte ihm sein Freund Roger Lemerre nach. Jacquet war anfangs keineswegs auf ein solches Funktionärsdasein erpicht, ließ sich schließlich aber von FFF-Präsident Claude Simonet in die Pflicht nehmen. Die neue Position nutzte er, der für sämtliche Nationalteams – auch die der Jugend und der Frauen – zuständig war, um die Ausbildung junger Spieler und Spielerinnen möglichst zu verbessern, widmete sich aber auch intensiv dem Amateurbereich und der Trainerausbildung.
In diese Zeit fallen weitere Erfolge der Équipe tricolore (Europameistertitel 2000, Gewinner des Konföderationenpokals 2001 und 2003, Vizeweltmeister 2006), aber auch die Schlappen bei WM 2002 und EM 2004, für die er genauso seine eigene Mitverantwortung betonte, wie er sich nie alleine als Vater der französischen Siege betrachtete. Ende 2006, kurz nach seinem 65. Geburtstag, legte Aimé Jacquet sein Amt nieder.
Didier Deschamps, inzwischen selbst National- und Weltmeister-Trainer (2018), schätzt an ihm Zweierlei: „Er war sich nie zu fein dafür, den Rat seiner erfahrenen Spieler zu erfragen und anzunehmen. Außerdem wusste er immer genau, was er warum tat.“ Und René Girard, unter Jacquet auch Verbandstrainer, charakterisierte ihn mit den Worten: „Ein einfacher Kumpel in einer komplizierten Welt“.
Aimé Jacquet wurde im Jahr 2000, sicherlich auch unter dem noch frischen Eindruck des WM-Titels, zum besten französischen Trainer des Jahrhunderts gewählt – vor Albert Batteux, der von 1967 bis 1972 Jacquets Trainer in Saint-Étienne war.

## Erfolge
- Französischer Meister: acht Titel, davon fünf als Spieler, drei als Trainer
- Französischer Pokalsieger: fünf Titel, drei als Spieler, zwei als Trainer
- Weltmeister 1998 (als Trainer), Vizeweltmeister 2006 (als Verbandsverantwortlicher)
- Europameister 2000 (als Verbandsverantwortlicher)
- Konföderationenpokalsieger 2001 und 2003 (als Verbandsverantwortlicher)
- Französischer Trainer des Jahres: 1981, 1984, 1998
- Französischer „Trainer des 20. Jahrhunderts“

## Ehrungen
Aimé Jacquet wurde 1998 Chevalier und 2007 Officier der Ehrenlegion.